# دافانتي آدامز
دافانتي آدامز (ولد في 24 ديسمبر سنة 1992) لاعب كرة قدم واسع الاستقبال لفريق غزاة لاس فيغاس من الرابطة الوطنية لكرة القدم ومسقط راسه في شرق بالو التو ، كاليفورينا وحضر مدرسة بالو التو حيث لعب كرة القدم وكرة السلة . لعب موسمين من كرة القدم جامعية ولاية فرينسو وتم اختياره للفريق الثاني All-Ameircan في عام 2013 قبل أن يشارك في الجولة الثانية من 2014 NFL Draft بواسطة غرين باي باكرز.
في بداية مسيرته مع فريق باكرز، كان آدامز منخفضًا في مخطط عمق جهاز الاستقبال الواسع خلف زملائه في الفريق جوردي نيلسون وراندال كوب . بعد مشاركته في أول بطولة له في بطولة برو بول في عام 2017، وقع آدامز على تمديد عقد لمدة أربع سنوات تبلغ قيمته 58 مليون دولار. على مدار المواسم الأربعة التالية، كان آدامز هو أفضل متلقي على نطاق واسع في الفريق، حيث شكل علاقة وثيقة مع لاعب الوسط آرون رودجرز والتي بلغت ذروتها في قيادة الدوري في تلقي الهبوط في عام 2020 وتحديد أفضل مسيرته المهنية في حفلات الاستقبال واستلام الساحات في عام 2021. خلال مسيرته التي استمرت ثماني سنوات مع فريق باكرز، غاب آدامز عن 13 مباراة فقط، وتم اختياره في الفريق الأول All-Pro مرتين، وتم اختياره لـ Pro Bowl في خمس مناسبات.
1. ↑  Pro Football Reference (بالإنجليزية), Sports Reference, LLC, QID:Q7246590